# Earth Defense Force 2017
Az Earth Defense Force 2017 vagy ahogy Japánban ismert, a Csikjú Bóeigun 3 (地球防衛軍3) third-person shooter videójáték, melyet a Sandlot fejlesztett és a D3 Publisher jelentetett meg Xbox 360 konzolra. A játék a Global Defence Force utódja, az Earth Defense Force és a Simple Series sorozatok első tagja, amely Észak-Amerikában is megjelent. Az Earth Defense Force 2017 volt a legjobban fogyó Games on Demand-játék Japánban a 2009-es évben. A játék 2012. szeptember 27-én PlayStation Vita kézikonzolra is megjelent Japánban. A port Észak-Amerikában és Európában 2013. január 8-án, illetve január 16-án jelent meg, kizárólag digitális letöltés formájában.

## Történet
2013-ban a tudósok rádiójeleket észlelnek az űrből, bizonyítva ezzel a földön kívüli élet létezését. 2015-ben megalapítják a Földi Védelmi Erőt (Earth Defense Force), egy egyesített nemzetközi katonai szervezetet, amelyet a Föld szinte minden országa támogat, arra az esetre, ha az idegenek ellenségesnek bizonyulnának.
Az EDF gyalogos egységek három főosztályba vannak lebontva; ezek a felderítő-, a ranger- és a rohamosztag-egységek, amelyek a felderítési, gyalogsági és a különleges egységek feladatát hivatottak elvégezni. A szervezet katonái a legújabb fegyverekkel és felszerelésekkel vannak felszerelve, és több százezer katonájuk állomásozik minden kontinensen. A civil lakosság többsége azonban úgy véli, hogy az idegenek nem jelentenek veszélyt senkire.
2017-ben sorra kerül az emberek és a földönkívüliek első találkozására, amikor több ezer UFO száll alá a bolygó minden jelentősebb városa fölé, amiket egy hatalmas anyahajó irányít Tokió ege felett. Az idegenek, akiket Ravagereknek neveztek el, kezdetben semmilyen agresszív tettet nem követnek el az emberiség ellen, azonban, ahogy az EDF katonákat mozgósítani kezdik hatalmas hangyaszerű savköpő lények jelennek meg és rátámadnak az emberekre. A játék főhőse a Storm 1 egység – egy japán egység, amelyre az EDF legjobbjaiként tekintenek – kapitánya, aki csapatával segít kiirtani a hangyákat Tokióban. A hangyák és a földönkívüliek kapcsolatára kezdetben nem nyertek tanúbizonyságot, azonban nem sokkal később az UFO-k még több hangyát szabadítanak a földre, ezzel igazolva ellenséges szándékaikat. A földi erők légicsapást próbálnak mérni az anyahajóra, azonban a földönkívüli légi egységek hamar leverik a támadást. A harcokba hatalmas mecha, illetve pókszerű rovarok is bekapcsolódnak, amik jelentős mértékben hozzájárulnak a már így is nagy emberi veszteségekhez. Több hét brutális városi hadviselés után a túlélő EDF egységek elmenekülnek a városokból, hogy a gerilla harcmodorral szálljanak szembe a behatolókkal a vidéki területeken.
A japán vidéken őrjáratozva a Storm 1 értesítést kap, hogy egy kiterjedt földönkívüli fészek építését fedezték fel. Ebből a fészekből a Ravagerek gyakorlatilag végtelenszámú bogarat képesek létrehozni, amelyek könnyűszerrel áthatolhatnának az EDF védelmén. A felderítő egységek által megszerzett információk szerint a fészek közepén egy földönkívüli borgárkirálynő van, amit elpusztítva gátat lehet szabni a rohamos tempóban sokszorozódó lényeknek. A Storm 1 ostrom alá veszi a fészket és az összes elérhető ranger egységgel karöltve sikeresen elpusztítják a királynőt.
Néhány nappal később a Storm 1 a felderítők segítségére siet az anyahajó ellenőrzéséhez, ami a japán partokon ereszkedett alább, látszólag kikapcsolt állapotban, megsérülve, védtelenül. A felderítők arra lesznek figyelmesek, hogy az anyahajó különös módon nagy mennyiségű levegőt szippant magába és széndioxidot bocsát ki, amiből arra következtetnek, hogy a hajó több mint egy egyszerű mesterséges gépezet, és talán egy kaptár lehet, amely a Ravagereket irányítja. A vezetés arra utasítja az összes egységet, hogy nehézfegyverekkel támadják meg az anyahajót, de az visszakapcsolja magát és elpusztítja a felderítő egységet.
Mielőtt a Ravager anyahajó meghátrálna egy hatalmas négylábú mechát küld a partra, ami egy erőteljes plazmaágyúval megtámadja az EDF állásokat. A Storm 1 elpusztítja a mechát mielőtt az jelentősebb károkat tudott volna okozni, majd később számos kiborg lényt is hatástalanít. Míg az EDF japán kontingense kitart, addig a Föld több részét hamarosan lerohanják az idegenek és rabszolgasorsba taszítják az embereket. Japán marad az utolsó el nem foglalt terület.
Az összes megmaradt bogár és mecha Tokió szétbombázott romjai felé veszi az irányt, ahol az anyahajó megállt, hogy megjavítsa magát és, hogy élesítsen egy hatalmas minden útjába kerülő tárgyat elpusztító ágyút. A megmaradt EDF egységek a Ravagerek útjának elvágására sietnek, hogy a Storm 1 elpusztíthassa az anyahajót. A végső csatában a Storm 1 az ágyú gyenge pontjaira összpontosítja a tüzet, majd az anyahajó a földbe csapódik és egy nagy tűzgolyóban felrobban. A hátramaradt Ravagerek szervezetlenné válnak, majd elmenekülnek.
A Földi Védelmi Erő megkezdi a Föld megszállt területeinek felszabadítását, és 2019-re az összes Ravagert elpusztítják.

## Játékmenet
A játékos egy EDF katonát irányíthat, aki a Storm 1 elitegység tagja.
A földönkívüli hordák visszaverésére a játékos több, mint 150 fegyverhez férhet hozzá, kezdve a gépkarabélyoktól és a mesterlövész puskáktól, a gránátvetőkig, gránátokig és lézerfegyverekig. A küldetésekre legfeljebb két fegyvert lehet kiválasztani. Néhány pályán járművek; harckocsik, helikopterek lebegő motorbiciklik vagy kétlábú mechák is vezethetőek. A játék története 53 pályán keresztül tárul ki, amelyeken pusztítható a környezet és olyan helyen játszódnak mint a városok vagy barlangok. A játékos semmilyen büntetésben nem részesül a járulékos károk, így például a házak ledöntéséért. A többi EDF katonát be lehet toborozni vagy követni is lehet őket, a szembe kerülő ellenségekkel szembeszállnak, illetve a rádión is kommunikálnak.
A játékban öt nehézségi szint van. A hatásosabb fegyvereket nagyobb nehézségeken hullajtják el az ellenséges egységek, ezzel ösztönözve a játékost a küldetések újbóli végig vitelére. A fegyverek mellett páncél fejlesztéseket – amikkel megnövelhető a játékos életcsíkja – és gyógyító tárgyakat is elhullajthatnak az ellenségek.

## PlayStation Vita port
A játék PlayStation Vita változatát 2012. június 5-én jelentették be Csikjú Bóeigun 3 Portable címmel. Ebben a változatban mind helyi és online co-op játékmód is van, valamint Pale Wing is visszatér a Global Defence Force-ból. A játék 2012. szeptember 27-én jelent meg Japánban. A játék 2013. január 8-án jelent meg Észak-Amerikában, illetve 2013. január 16-án Európában Earth Defense Force 2017 Portable címmel, kizárólag digitális letöltés formájában.

## Fogadtatás
A kritikusok kiemelték, hogy a játéknak viszonylag gyenge a grafikai megvalósítása, számos alapfunkciónak hiányában van, illetve az angol nyelvű szinkronsáv is gyenge minőségű. Mindezek ellenére, azonban a játék még így is viszonylag kedvező pontszámokat kapott a nyugati szaksajtótól, aminek az általános konszenzusa, hogy a játék „megmagyarázhatatlanul szórakoztató”. Néhányan a „játékosok játékának” írták le, aminél semmi sem áll a tiszta játékélménnyel szembe. Így vélekedett Kieron Gillen is a Eurogamer weblapnak írt 9/10-es pontszámú tesztjében, aki szerint a mivel játék nagy hangsúlyt fektet a játéktermi játékmenetére a nagy rombolásra képes fegyvereivel és az ellenséges hordákkal azt sugallja, hogy ez lehetett a játék tervezésének legfőbb motívuma. Egyes lapok azonban úgy vélekedtek, hogy a játék elhalványul elődeivel szemben, melyekben több ellenféltípus, küldetés és fegyver, valamint egy második játszható szereplő is volt.
Az Earth Defense Force 2017 69 pontos, illetve 70,66%-os összpontszámmal áll a Metacritic és a GameRankings gyüjtőoldalakon.

## Folytatások
- Earth Defense Force: Insect Armageddon – 2011. július 5-én jelent meg Xbox 360 és PlayStation 3 platformokra
- Earth Defense Force 2025 – 2013. július 4-én jelent meg Xbox 360 és PlayStation 3 platformokra.